# Institut des Beaux Arts de Nkongsamba
 (janvier 2025).
L'Institut des Beaux Arts de l'Université de Douala à Nkongsamba dans la région du Littoral Cameroun est un Institut public d'Afrique Centrale orienté dans la formation artistique et culturelle. En plus des parcours classique en Architecture et Urbanisme, en Patrimoine et Muséologie, en Arts Plastiques et Histoire de l ‘Art cette école universitaire propose des formations Co-tutorées avec l'Université de Padoue.  

## Historique
Créé en 2010,  l'Institut des Beaux Arts de l'Université de Douala à Nkongsamba est l'un des instituts d'art du Cameroun et de l'Afrique centrale,. C'est une école artistique et culturelle orientée dans la formation des ingénieurs en Architecture et Urbanisme, Arts plastiques et Histoire de l’art, Cinéma et Audiovisuel, Patrimoine et muséologie. Il est sous la tutelle du Ministère de l'Enseignement Supérieur et depuis sa création, est rattaché à l'Université de Douala qui est son Université-mère.  L'institut est également en collaboration avec l'Université de Padoue (Italie) avec Co-tutorat de masters pro comme objet du partenariat. 

## Administration

### Directeurs
2024- : Alexandre Mbome
2010-2024 :  Annette Nguea Angoua
Adjoint : Henri Moussima Njanjo.

## Organisation
L'Institut des Beaux Arts de Nkongsamba est organisé en 07 filières,. 

### Filières
- Architecture et Urbanisme
- Patrimoine et Muséologie
- Arts Plastiques et Histoire de l ‘Art
- Cinéma et Audiovisuel
- Etudes Théâtrales
- Musicologie et Chorégraphie
- Arts et Métiers de l'habillement.

### Diplômes
· Cinéma et Audiovisuel
- D.E.C.A (Diplôme d’Etude en Cinéma et Audiovisuel) - 3 ans
- D.E.S.C.A (Diplôme d’Etudes Supérieures en Cinéma et Audiovisuel) - 5 ans
· Arts Plastiques et Histoire de l’Art 
· D.E.A.P (Diplôme d’Etudes en Arts plastiques) - 3ans
· D.E.S.A.P (Diplôme d’Etudes Supérieures en plastiques) - 5ans
· Muséologie, Gestion et Conservation du Patrimoine culturel
· D.E.S.S (Diplôme d’Etudes Spécialisées en Muséologie, Gestion et
Conservation du Patrimoine culturel) - 2 ans
· Musicologie et Chorégraphie
· D.E.M.C (Diplôme d’Etudes en musicologie et Chorégraphie) - 3 ans
· D.E.S.M.C (Diplôme d’Etudes Supérieures en Musicologie et
Chorégraphie) - 5 ans
· Architecture et Urbanisme
· D.E.S.A (Diplôme d’Etudes Supérieures en Architecture) - 5 ans
· Etudes Théâtrales
· D.E.T (Diplôme d’Etudes Théâtrales) - 3 ans
· D.E.S.T (Diplôme d’Etudes Supérieures Théâtrales) - 5 ans.

## Admission
L'admission dans cette école se fait uniquement par voie de concours pour un quota de 200 places. La limite d'âge est de 29 ans et les diplômes d'accès sont : Baccalauréats des séries A, B, C, D, E, et F4 et du GCE-AL. 